# قصر أغلا أودرار
قصر أغلا أودرار هو قصرٌ (قريةٌ محصنة) في المغرب، يقعُ في منطقة تامكروت. بني هذا القصر بتقنية التربة المدكوكة، حيثُ استعمل فيه الطين. تبلغ مساحته 3.13 هكتار.